# FB-DIMM

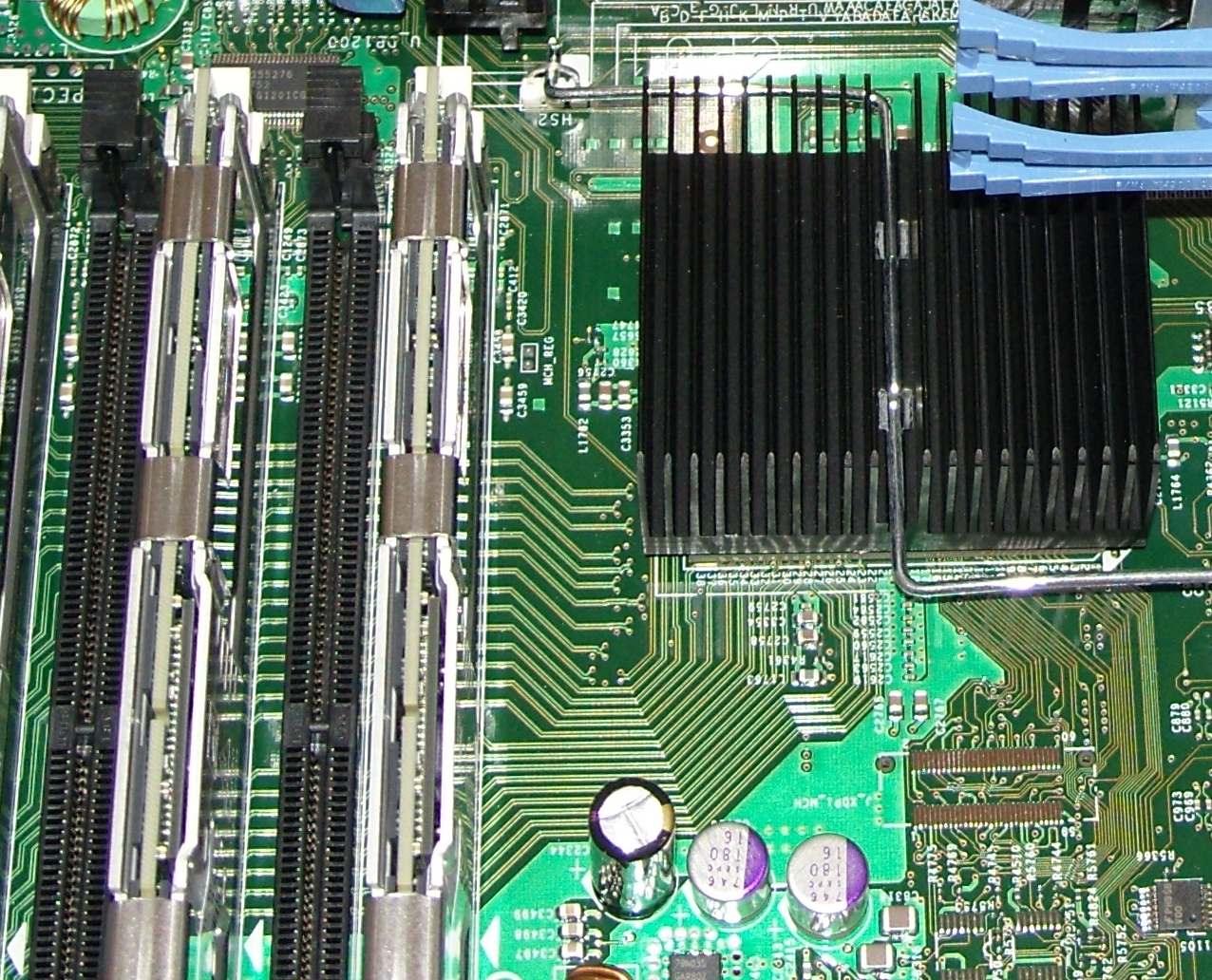
DDR2 FB-DIMM에 대한 차별화된 직렬 연결을 갖춘 메모리 컨트롤러. AMB가 각 DIMM의 중심부에 보인다.

FB-DIMM(Fully Buffered DIMM)은 메모리 시스템의 신뢰성과 밀집도를 개선하는데 사용될 수 있는 메모리 기술의 하나이다. 전통적으로 메모리 컨트롤러가의 데이터 라인들은 모든 DRAM 모듈의 데이터 라인에 연결되어야 한다. (예: 멀티드롭 버스) 메모리 폭이 접근 속도와 더불어 늘어날수록 버스와 장치 간 인터페이스의 신호는 감소한다. 이 경우 속도와 메모리 밀집도를 제한하므로 FB-DIMM은 다른 접근을 취하여 이 문제를 해결한다.
240핀 DDR2 FB-DIMM은 전통적인 240핀 DDR2 DIMM과는 다르게 등급이 더 높다. 그 결과 이 두 개의 DIMM 타입은 기계적으로나 전기적으로 서로 호환성이 없다.
거의 모든 RAM 사양에서처럼 FB-DIMM 사양은 JEDEC에 의해 출판되었다.

## 기술
FB-DIMM 구조는 메모리 컨트롤러와 메모리 모듈 사이의 고급 메모리 버퍼(advanced memory buffer, AMB)를 도입하였다. 전통적인 DRAM의 병렬 버스 구조와 달리 FB-DIMM은 메모리 컨트롤러와 AMB 사이에 직렬 인터페이스가 있다. 이렇게 하면 실현가능한 수준 이상으로 메모리 컨트롤러의 핀 수를 늘리지 않더라도 메모리 대역을 증가시킬 수 있다. 이 구조를 통해 메모리 컨트롤러는 메모리 모듈에 직접 기록하지 않는다. 이 작업은 AMB에서 처리한다. 그러므로 AMB는 신호 버퍼링 및 재전송을 통해 신호 약화를 보완할 수 있게 된다.

## 프로토콜
JEDEC 표준 JESD206은 이 프로토콜을 정의하며 JESD82-20은 DDR2 메모리에 대한 AMB 인터페이스를 정의한다. 이 프로토콜은 다른 수많은 영역에 일반적으로 기술되어 있다.

## 같이 보기
- 디 인콰이어러